# Tiberio (nombre)
Tiberio es un nombre propio masculino de origen latino en su variante en español. Procede del latín tiberius, "consagrado al río Tíber".

## Santoral
10 de noviembre: Santo Tiberio.

## Variantes
- Femenino: Tiberia.

### Variantes en otros idiomas
| Variantes en otras lenguas | Variantes en otras lenguas |
| -------------------------- | -------------------------- |
| Español                    | Tiberio                    |
| Inglés                     | Tiberius                   |
| Francés                    | Tiberio                    |
| Portugués                  | Tibério                    |
| Alemán                     | Tiberius                   |
| Italiano                   | Tiberio                    |
| Latín                      | Tiberius Claudius          |
| Ruso                       | Тиберио (Tiberio)          |

## Famosos
- Tiberio, segundo emperador romano
- Tiberio Claudio, cuarto emperador romano
- James Tiberius Kirk, personaje ficticio de Star Trek
- Tiberio Cruz , actor colombiano.